# Čėrykaŭ
Čėrykaŭ (in bielorusso Чэрыкаў?) è un comune della Bielorussia, situato nella regione di Mahilëŭ.